# Madison megye (Florida)
Madison megye az Amerikai Egyesült Államokban, azon belül Florida államban található. Megyeszékhelye és legnagyobb városa Madison. Lakosainak száma 17 968 fő (2020. április 1.). Madison megye Brooks, Lowndes, Hamilton, Suwannee, Lafayette, Taylor és Jefferson megyékkel határos.

## Népesség
A megye népességének változása:
| Lakosok száma | 19 252 | 19 109 | 18 931 | 18 728 | 18 408 | 17 968 |
|               | 2010   | 2011   | 2012   | 2013   | 2015   | 2020   |